# Калинин, Вячеслав (футболист)
Вячеслав Калинин (эст. Vjatšeslav Kalinin; 21 марта 1965) — советский и эстонский футболист, нападающий.

## Биография
В 1983 году 18-летний футболист был включён в состав вновь созданной команды мастеров ШВСМ (Таллин), единственной в Эстонии на тот момент, и провёл один сезон во второй лиге СССР, где сыграл 21 матч и забил 4 гола. Затем до распада СССР выступал за клубы чемпионата Эстонской ССР среди КФК. В 1984 году в составе «Динамо» (Таллин) стал бронзовым призёром чемпионата республики, в 1985 году в составе «Звезды» (Таллин) стал серебряным призёром и лучшим бомбардиром чемпионата с 11 голами. В 1986 году в составе «Рыбокомбината» (Пярну) забил 10 голов и вошёл в десятку лучших снайперов турнира. В 1987 году выступал за «Калев» (Тарту). В составе юниорской сборной Эстонской ССР — участник футбольных турниров Спартакиады народов СССР 1983 и 1986 годов.
После распада СССР провёл четыре сезона в высшей лиге Эстонии в составе клуба «Калев»/«ЭСДАГ»/«ДАГ» (Тарту), сыграл 57 матчей и забил 17 голов. Лучший бомбардир клуба в сезоне 1993/94 (4 гола). По итогам сезона 1994/95 его клуб покинул высший дивизион. Позднее футболист выступал за «Меркуур» (Тарту), последние матчи в карьере провёл в осенней части сезона 1997/98 в первой лиге, сыграв 14 матчей и забив 5 голов.
Дальнейшая судьба неизвестна.